# Annika Drazek
Annika Drazek (née le 11 avril 1995 à Gladbeck) est une bobeuse allemande.

## Carrière
Avec Anja Schneiderheinze, elle remporte la médaille d'or aux Championnats du monde 2016 et 2019.
Favorite pour les Jeux olympiques d'hiver de 2018 à Pyeongchang, l'entraîneur-chef René Spies changea toutefois les freineuses des deux bobsleighs du pays : Annika Drazek était assignée à la pilote Stephanie Schneider pour composer l'équipe A, tandis que Mariama Jamanka devait travailler avec Lisa Buckwitz pour constituer l'équipe B censé être moins forte. C'est pourtant l'équipage B qui remporte l'épreuve devançant Schneider et Drazek, toutes deux blessés pendant les Jeux, à la quatrième place.

## Palmarès

### Championnats monde
- : médaillé d'or en bob à 2 aux championnats monde de 2016 et 2019.
- : médaillé d'argent en bob à 4 aux championnats monde de 2015.

### Coupe du monde
- 19 podiums  : 
  - en bob à 2 : 8 victoires, 6 deuxièmes places et 5 troisièmes places.

#### Détails des victoires en Coupe du monde
| Édition   | Bob à 2                             | Monobob |
| 2014-2015 | Saint-Moritz                        |         |
| 2017-2018 | Igls Königssee                      |         |
| 2018-2019 | Sigulda Altenberg Königssee Calgary |         |
| 2019-2020 | Igls                                |         |